# (20153) 1996 TC8
(20153) 1996 TC8 est un astéroïde de la ceinture principale d'astéroïdes découvert en 1996.

## Description
(20153) 1996 TC8 a été découvert le 12 octobre 1996 à Sudbury, dans le Massachusetts, aux Etats-Unis, par Dennis di Cicco.

### Caractéristiques orbitales
L'orbite de cet astéroïde est caractérisée par un demi-grand axe de 2,28 UA, un périhélie de 1,96 UA, une excentricité de 0,14 et une inclinaison de 2,09° par rapport à l'écliptique. Du fait de ces caractéristiques, à savoir un demi-grand axe compris entre 2 et 3,2 UA et un périhélie supérieur à 1,666 UA, il est classé, selon la JPL Small-Body Database, comme objet de la ceinture principale d'astéroïdes.

### Caractéristiques physiques
(20153) 1996 TC8 a une magnitude absolue (H) de 15,2 et un albédo estimé à 0,266.